# Двуреченский, Олег Викторович
Оле́г Ви́кторович Двуре́ченский (род. 29 сентября 1970, Баку, Азербайджанская ССР, СССР) — русский историк, археолог и публицист, специалист по военной археологии и истории Куликовской битвы. Кандидат исторических наук, ведущий научный сотрудник Государственного Исторического музея. Член Общественного совета «Красного ТВ».

## Биография
Окончил исторический факультет Ташкентского государственного университета имени В. И. Ленина, а также аспирантуру Отдела славяно-финской археологии Института истории материальной культуры РАН, где учился вместе с военным историком-медиевистом К. А. Жуковым. Научный сотрудник отдела Комплексных археологических исследований ГИМ. В 2008 году защитил диссертацию «Холодное наступательное вооружение Московского государства (конец XV — начало XVII века)» на соискание учёной степени кандидата исторических наук по специальности археология (научный руководитель — Анатолий Николаевич Кирпичников).
Жена — Н. Д. Двуреченская, кандидат исторических наук, научный сотрудник Отдела классической археологии Института археологии РАН.

## Общественная деятельность
О. В. Двуреченский также известен как один из создателей первого коммунистического интернет-телевидения Красное ТВ. По мнению Я. Завацкой: «Красное ТВ не только не ограничивается Двуреченским, но он там даже не был главным, просто он единственный харизматичный блогер из КТВ».
В 2007 вступил в Коммунистическую партию Российской Федерации. Входил в состав Черёмушкинского райкома МГО КПРФ. В 2010 покинул партию в ходе конфликта между Президиумом ЦК и московской организацией КПРФ.

## Научная деятельность
Основной круг научных интересов — комплекс вооружения Древней Руси и Русского государства, материальная культура и военное дело характерные для Восточного Эллинизма и Раннего Средневековья Средней Азии. Автор нескольких десятков научных работ и статей, в том числе — в журналах «Российская археология» (Институт археологии РАН), «Военная археология» (ГИМ).
Главный редактор и руководитель проблемного совета «Военная Археология» при Институте археологии РАН. Составитель книги «Реликвии Донского побоища. Находки на Куликовом поле» (2008, тираж — 1000 экз.), каталога археологических находок на Куликовом поле. Неоднократный участник научных конференций. Был ведущим секции «Военная история средневековья» на международной конференции «Русские княжества, Литва и Орда в системе этнокультурных взаимоотношений» 2008 года в Туле. Начальник военно-исторического отряда Верхне-Донской археологической экспедиции ГИМ. Руководитель археологических раскопок на месте Куликовской битвы.

## Научные труды

### Монографии
- Двуреченский О. В. Каталог реликвий Донского побоища, найденных на Куликовом поле. — М., 2005. — 40 с.
- Реликвии Донского побоища. Находки на Куликовом поле / авт.-сост. О. В. Двуреченский. — М.: Квадрига, 2008. — 88 с. — (Реликвии ратных полей / Гос. ист. музей, Военно-ист. и природный музей-заповедник «Куликово поле»). — 1000 экз. — ISBN 978-5-904162-01-6.
- Двуреченский О. В., Барышев А. В., Бирюков П. В. Шелом черкасский. — М., Тула, 2012. — 56 с. — (Военная археология: памятники). — ISBN 978-5-903587-18-6.
- Двуреченский О. В. Холодное оружие Московского государства XV—XVII веков / М-во культуры Российской Федерации, Гос. ист. музей, Музей-заповедник «Куликово поле». — Тула: Государственный музей-заповедник «Куликово поле», 2015. — 497 с. — 500 экз. — ISBN 978-5-903587-26-1.
- Двуреченский О. В. Тушинский лагерь: (Публикация коллекции В. А. Политковского из собрания ГИМ) / Институт археологии РАН. — М.: ИА РАН, 2018. — 196 с. — ISBN 978-5-94375-243-8.

### Статьи
- Векслер А. Г., Двуреченский О. В., Зубарев Н. В., Коваль В. Ю. Археологические исследования Мякининского селища на северо-западе Москвы // Археологические открытия. 1996. — М.: Наука, 1997. — С. 86—88.
- Векслер А. Г., Двуреченский О. В. Комплекс вещей из сооружения первой половины XVII века на Китайгородском подворье Троице-Сергиева монастыря // Археологические памятники Москвы и Подмосковья. — М., 2000. — С. 166—182.
- Двуреченский О. В. Изделия из чёрного металла // Средневековое поселение Настасьино. — М., 2004. — С. 40—52, 218—261.
- Двуреченский О. В. Находки предметов вооружения на Куликовом поле // Куликово поле и Донское побоище. — М., 2005. — С. 209—226.
- Двуреченский О. В. На берегах Непрядвы // Родина. — 2005. — № 9. — С. 74—76.
- Двуреченский О. В. «Броня крепка». Снаряжение русского воинства в эпоху Куликовской битвы // Родина. — 2005. — № 12. — С. 65—68.
- Двуреченский О. В. Боевые топоры Московского государства конца XIV—XVII // Вестник молодых учёных. Серия: Исторические науки.. — СПб.: Санкт-Петербургский научный центр РАН, 2006. — № 4. — С. 159—172. — ISSN 1609-5383.
- Двуреченский О. В. Комплекс вооружения и снаряжение всадника и верхового коня, происходящие с территории Тушинского лагеря // Археология Подмосковья. Вып. 3. — М., 2007. — С. 254—276.
- Двуреченский О. В. Наконечники стрел Московского государства конца XIV—XVII века // Археология Подмосковья. Вып. 3. — М., 2007. — С. 277—331.
- Гоняный М. И., Гриценко В. П., Двуреченский О. В. Комплекс вооружения и снаряжения всадника и верхового коня из казачьих слобод Епифанского уезда // Куликово поле Материалы и исследования. — 2008. — Т. 2.
- Двуреченский О. В. Археологические исследования на месте Донского сражения // Труды III (XIX) Всероссийского археологического съезда. Институт истории материальной культуры РАН, Санкт-Петербург; Институт археологии РАН, Москва; Институт археологии и этнографии СО РАН. — Новосибирск: Институт истории материальной культуры РАН, 2011. — С. 137—138.
- Двуреченская Н. Д., Двуреченский О. В. Глиняные ядра  с городища Кампыртепа // Российская археология. — 2013. — № 2. — С. 92—95.
- Двуреченская Н. Д., Двуреченский О. В., Мокробородов В. В., Рукавишникова И. В., Рукавишников Д. В. Маршрутные исследования на юге Узбекистана в 2013 году // Краткие сообщения Института археологии. — 2014. — № 236. — С. 69—81. — ISSN 0130-2620.
- Двуреченский О. В. Наконечники стрел с территории предполагаемого места Куликовской битвы // Краткие сообщения Института археологии. Вып. 256, 2019 г.